# Route départementale 8 (Alpes-de-Haute-Provence)
Pour les articles homonymes, voir Route départementale 8.
La route départementale 8, abrégée en RD 8 ou D 8, est une des Routes des Alpes-de-Haute-Provence, qui relie Gréoux-les-Bains à Malijai.

## Tracé de Gréoux-les-Bains à Malijai
- Gréoux-les-Bains
- Valensole
- Le Grand Logisson, commune de Brunet
- de Brunet à Bras-d'Asse (par la RD 953 et RD 907)
- Bras-d'Asse
- Saint-Jeannet
- Col d'Espinouse, commune de Saint-Jeannet
- Le Chaffaut-Saint-Jurson
- Malijai